# Сара Бентлі
Сара Бентлі (англ. Sarah Bentley; нар. 8 березня 1973) — колишня британська тенісистка.
Найвищу одиночну позицію світового рейтингу — 269 місце досягла 15 квітня 1991, парну — 385 місце — 29 березня 1993 року.

## Фінали ITF

### Одиночний розряд (1–2)
| Результат | Ранг | Дата           | Турнір                  | Покриття | Суперниця       | Рахунок  |
| --------- | ---- | -------------- | ----------------------- | -------- | --------------- | -------- |
| Поразка   | 1.   | 22 жовтня 1990 | Бенін-Сіті, Нігерія     | Тверде   | Петра Камстра   | 0–6, 5–7 |
| Поразка   | 2.   | 3 березня 1991 | Норвіч, Велика Британія | Килим    | Дорієн Вамелінк | 3–6, 3–6 |
| Перемога  | 1.   | 5 квітня 1992  | Віндгук, Намібія        | Тверде   | Сіобан Ніколсон | 6–2, 6–3 |